# Lissonota ocularis
Lissonota ocularis là một loài tò vò trong họ Ichneumonidae.